# Monica Kaufmann
Monica Kaufmann (* 1946 in Buenos Aires) ist eine Schauspielerin, die in Deutschland lebt und arbeitet.

## Leben und Wirken
Sie besuchte die deutsche Schule und wuchs zweisprachig auf. Seit Beginn der 1970er Jahre war sie regelmäßig in Film- und Fernsehproduktionen zu sehen, unter anderem in Tatort: Blechschaden unter Regie von Wolfgang Petersen, in dem Kurzfilm Frau Holle, neben Inge Meysel in einer ihrer Mrs. Harris-Filme oder der RTL-Sitcom Alles prima, Nina in einer der Hauptrollen.
Zuletzt stand sie neben Jochen Busse in dem Stück Das andalusische Mirakel auf der Bühne.

## Filmografie (Auswahl)
- 1971: Das Freudenhaus
- 1971: Percy Stuart: Ein Horoskop von der NASA
- 1971: Tatort: Blechschaden
- 1971: Frau Holle
- 1972: Gewissensentscheidung
- 1972: Wir 13 sind 17
- 1982: Mrs Harris – Ein Kleid von Dior
- 1983: Frohe Ostern (Lustspiel von Jean Poiret)
- 1984: Frankfurter Kreuz
- 1985: Der Prins muß her
- 1986: Sein bester Freund
- 1990: Die lieben Verwandten
- 1991: Wirst Du mich auch morgen früh noch lieben?
- 1994: Die Wache: Übernachtung mit Frühstück
- 1994: Drei Mann im Bett
- 1995: Zoff und Zärtlichkeit
- 1995: Alles prima, Nina
- 1995: Balko: Die Unschuld vom Lande
- 1996: Lukas: Rivalen
- 2005: Mein Leben & Ich: Modellversuch
- 2017: Zwei im falschen Film
- 2018: Hotel Heidelberg: … Vater sein dagegen sehr
- 2019: Hotel Heidelberg: Wir sind die Neuen